# Metacyclops grandispinifer
Metacyclops grandispinifer – gatunek widłonoga z rodziny Cyclopidae. Nazwa naukowa tego gatunku skorupiaków została opublikowana w 1940 roku na podstawie prac naukowych szwedzkiego zoologa Knuta Lindberga.